# 蒙特內哥羅的阿納斯塔西婭公主
蒙特內哥羅的安娜斯塔西婭（塞爾維亞語：Анастасија Стана Николајевна，1867年1月4日—1935年11月25日），蒙特內哥羅國王尼古拉一世的第三女。

## 家庭
1889年，安娜斯塔西婭和格奧爾基·馬西米連諾維奇結婚，兩人共有1子1女：
1. 謝爾蓋（英语：Sergei Georgievich, 8th Duke of Leuchtenberg）（1890年—1974年），洛伊希滕貝格公爵
2. 埃萊娜·格奧爾基耶芙娜（1892年—1971年）

安娜斯塔西婭和格奧爾基於1906年離婚。隔年，安娜斯塔西婭和尼古拉·尼古拉耶維奇結婚，兩人沒有子女。